# Dintikon
Dintikon est une commune suisse du canton d'Argovie, située dans le district de Lenzbourg.

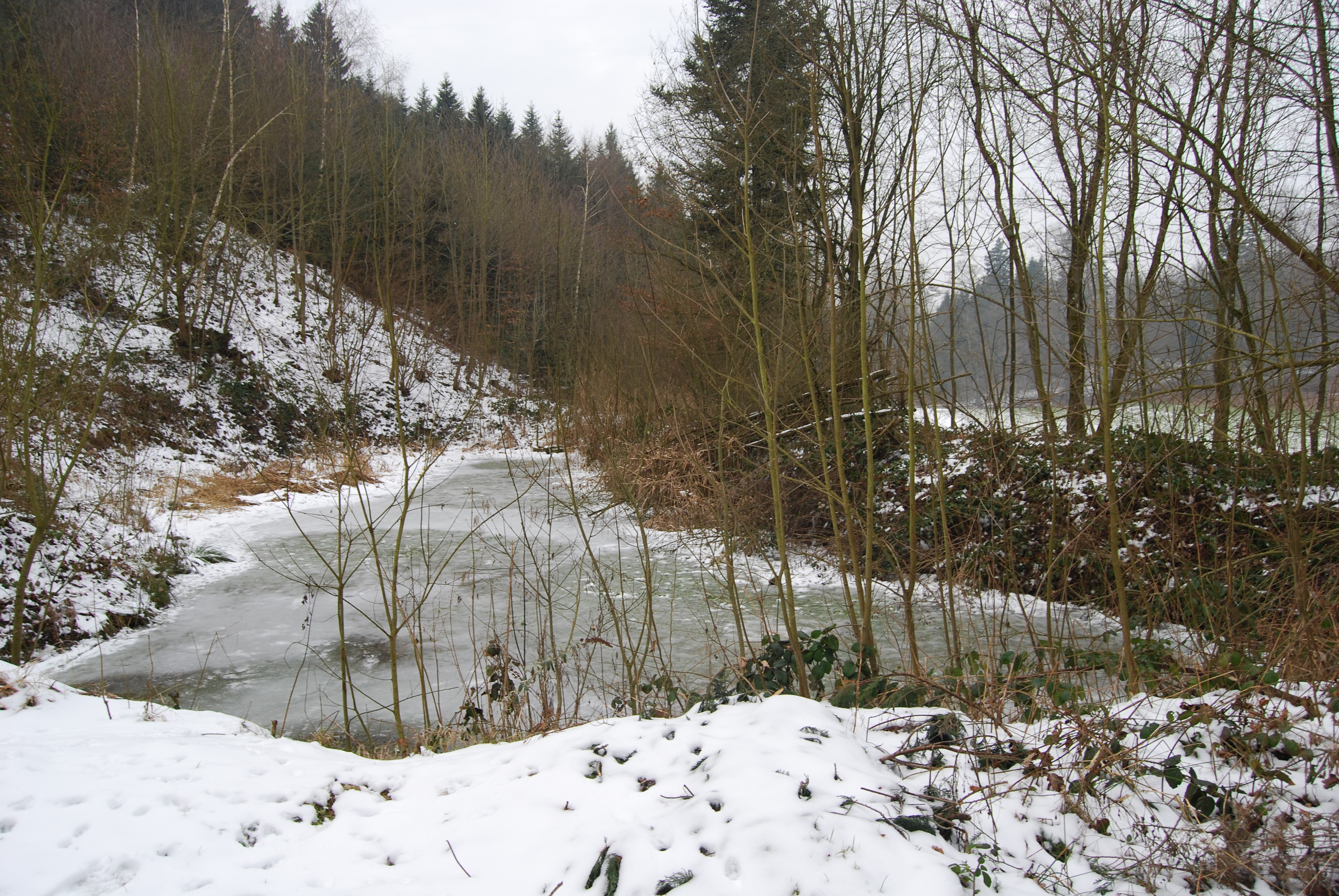
Étang au sud de la route d'Ammerswil à Dintikon.

Vue aérienne (1964)